# Martina Braun
Martina Braun (* 3. April 1960 in Furtwangen im Schwarzwald) ist eine deutsche Politikerin (Bündnis 90/Die Grünen) und seit April 2016 Abgeordnete im Landtag Baden-Württemberg.

## Ausbildung und Beruf
Braun besuchte das Otto-Hahn-Gymnasium Furtwangen und machte dort die Mittlere Reife. 1976 absolvierte sie eine dreijährige Ausbildung zur Pharmazeutisch-technischen Assistentin (PTA) an der Berufsfachschule in Freiburg. Danach arbeitete sie fünf Jahre lang in verschiedenen Apotheken. Ab 1983 bewirtschaftete sie gemeinsam mit ihrem Mann einen Biobauernhof in Furtwangen, Ortsteil Linach, der 2017 von deren Sohn übernommen wurde.

## Politische Tätigkeit
Von 1999 bis 2009 engagierte sich Martina Braun als stellvertretende Ortsvorsteherin von Linach. 2008 trat sie in die Partei Bündnis 90/Die Grünen ein. Seit 2009 ist Martina Braun Kreisrätin im Schwarzwald-Baar-Kreis. Seit 2012 engagiert sie sich im Vorstand des Kreisverbands der Grünen. Im Jahr 2011 kandidierte sie zum ersten Mal für ihre Partei als Direktkandidatin im Landtagswahlkreis Villingen-Schwenningen. Bei der Landtagswahl in Baden-Württemberg 2016 konnte sie sich gegen den bisherigen Vertreter des Wahlkreises, Karl Rombach (CDU), durchsetzen und errang mit 31,6 % der Wählerstimmen das Erstmandat, das erste für die Grünen. 
In ihrer Landtagsfraktion ist Martina Braun Sprecherin für Ländlichen Raum und Mitglied im gleichnamigen Ausschuss sowie im Petitionsausschuss. Ihre Themenschwerpunkte sind nachhaltige Landwirtschaft und Mobilität im Ländlichen Raum. 
Bei der Landtagswahl 2021 konnte sie ihr Direktmandat mit 34,6 % der Stimmen verteidigen. Seit Juni 2021 ist Martina Braun tierschutzpolitische Sprecherin ihrer Fraktion.
Martina Braun ist seit 2013 Sprecherin des Aktiv-Forums „Gentechnik & Biopatentierung“ des Verbands Katholische Landvolkbewegung Freiburg und Beisitzerin im Vorstand des Bildungshauses Kloster St. Ulrich.

## Familie und Privates
Martina Braun ist römisch-katholisch. Sie ist seit 1983 mit Roman Braun verheiratet und Mutter von drei Kindern.